# (2294) Andronikov
(2294) Andronikov est un astéroïde de la ceinture principale.

## Description
(2294) Andronikov est un astéroïde de la ceinture principale. Il fut découvert le 14 août 1977 à Naoutchnyï par Nikolaï Tchernykh. Il porte le nom de Irakli Andronikov. Il présente une orbite caractérisée par un demi-grand axe de 2,58 UA, une excentricité de 0,12 et une inclinaison de 6,3° par rapport à l'écliptique.

## Compléments